# Torre Caina
La Torre Caina è una torre costiera del Regno di Napoli sulla punta omonima nel territorio del comune di Maratea, in provincia di Potenza, nei pressi della frazione Marina.

## Storia
La sua costruzione fu ordinata nel 1566, e portata a termine pochi anni dopo.

## Descrizione
La pianta è quadrata, con base troncopiramidale piena. Ogni architrave presenta tre caditoie in controscarpa. La volta della torre, oggi quasi completamente crollata, era a botte. La muratura ha uno spessore di oltre 2 m, costituita da pietre non squadrate.